# Alto Ogoué
Alto Ogoué (em francês: Haut-Ogooué) é uma província do Gabão, cuja capital é a cidade de Franceville. Sua população projetada para 2006, a partir do último censo realizado em 1993, é de aproximadamente 147.000 habitantes.	
Moanda, Mounana e Okondja são as maiores cidades da província, após Franceville.

## Departamentos
Lista dos departamentos da província com as respectivas capitais entre parênteses:
|  | - Léconi-Djoué (Akiéni) - Lékoko (Bakoumba) - Léboumbi-Leyou (Moanda) - Mpassa (Franceville) - Plateaux (Léconi) - Sébé-Brikolo (Okondja) |